# Krajinski park Ljutomerski ribniki – Jeruzalemske gorice
Krajinski park Ljutomerski ribniki – Jeruzalemske gorice je bil razglašen v občini Ljutomer 3. junija 1976 in obsega 1345 ha. Park se nahaja v Prlekiji, pokrajini v severovzhodni Sloveniji, južno od Ljutomera. Ker je leta 1992 Jeruzalemske gorice razdelila nova občinska meja med Ormožem in Ljutomerom, so Ormožani razglasili svoj krajinski park Krajinski park Jeruzalemsko - ormoške gorice, čeprav oba skupaj sestavljata eno zaključeno območje - Jeruzalemske gorice. To je dežela bogate kulinarike, vrhunskih vin, vijugastih terasastih goric, pojočih klopotcev, bogate kulturne, naravne in etnološke dediščine.
Vinogradniška pokrajina goric priča o tem, kako človek s svojim delom lahko povsem preoblikuje naravno okolje: ta pokrajina v bistvu ni več naravna, je v celoti delo človeških rok, a ima kljub temu status krajinskega parka.

## Ljutomerski ribniki
Ljutomerski ribniki ponujajo obiskovalcu miren kotiček za sprehode in so predvsem namenjeni rekreaciji in razvedrilu.

## Železne dveri
Vrh širokega slemena Jeruzalemskih goric je stala markantna zgodovinska zgradba: Železne dveri - nekdaj razkošen vinogradniški dvorec za potrebe cerkvenih dostojanstvenikov. Zgrajen je bil v drugi polovici 18. stoletja, oktobra 2023 pa se je zaradi posedanja okoliškega terena porušil.

## Jeruzalem
Jeruzalem s svojim svetim imenom, vinsko cesto, kjer uspevajo vrhunska bela vina, prekrasnimi razglednimi točkami in romarsko cerkvico sv. Marije, žalostne Matere Božje, upravičeno nosi ime nebeški kraj. O tem je prepričal že križarje, ki so v 13. stol. iskali pot v današnji izraelski in palestinski Jerusalem. Tu se na višino 341 m iz doline povzpne Pomurska planinska pot, ki se mimo Železnih dveri in ribnikov nadaljuje proti Veržeju.

## Klopotec
Klopotec je lesena vetrnica v vinogradu, nasajena na visokem drogu, ki naj bi v vetru s klopotanjem odganjala ptice. V prleških vinogradih ima po navadi štiri vetrnice. Praviloma je vsak del iz drugačnega lesa. Pripisujejo mu posebno moč varovanja vinogradov, vendar pa ne le pred škodljivci. 

## Naravne znamenitosti znotraj parka
- Pihlarov dob